# Tanjung Rusa
Tanjung Rusa is een bestuurslaag in het regentschap Belitung van de provincie Bangka-Belitung, Indonesië. Tanjung Rusa telt 1953 inwoners (volkstelling 2010).